# Kroktjärnen (Junsele socken, Ångermanland, 709081-154324)
Kroktjärnen är en sjö i Sollefteå kommun i Ångermanland och ingår i Ångermanälvens huvudavrinningsområde.